# Кармалюківка
Кармалю́ківка — село у складі Балтської міської громади у Подільському районі, Одеська область. Раніше було підпорядковано власній Кармалюківській сільській раді.
На заході межує з селом Зелений Гай, на півночі з селом Євтодія, та на сході з селом Оленівка. У селі річка Яр Фернатія впадає у річку Кодиму.

## Історія
Першими поселенцями села були селяни молдовського боярина Ферната (звідси перша назва села — Фернатія). 
За адміністративним поділом 16 сторіччя — Брацлавський повіт; 19 сторіччя Балтський повіт; 20 сторіччя Балтський район.
За однією з легенд, на місці теперішнього села був великий ліс, що служив притулком для християн при набігах татар. Власник лісу князь Любомирський в 18 столітті дозволив їм рубати дерева і будувати будинки. За іншою легендою — в давно минулі роки на місці села стояла одна-однісінька хатина, у якій жив Кармалюк.
7 (20) листопада 1917 року, відповідно до Третього Універсалу Української Центральної Ради, увійшло до складу Української Народної Республіки.
Під час організованого радянською владою Голодомору 1932—1933 років померло щонайменше 17 жителів села.

### Помістя Гудим-Левковичів
До Першої світової війни поміщиками в Фернатії були Гудим-Левковичі. Їм належало 1761 десятин (1920 га) землі (з них: 1190 га ріллі і 653 га лісу). Останньою з їхнього роду, хто володів помістям, була Варвара Петрівна Гудим-Левкович.

### Арешт Заболотного
7 серпня 1922 р. співробітники  Балтського ДПУ заарештували в Фернатії командира «Чорноморського повстанського козацького війська» Семена Заболотного. Діставши інформацію від Дмитра Бузька, чекісти оточили хату, де Заболотний відпочивав після поранення. З розсекречених архівів відомо, що він відмовився здаватися і продовжував відстрілюватись. Чекісти змусили здатися Заболотного і його побратимів, пригрозивши розстріляти місцевих жителів, яких зігнали до подвір'я.  

### Опис Карачківського
В серпні 1928 р. обслідуючи за дорученням Історико-Георгафічної Комісії ВУАН села в долині р. Кодими, Фернатію відвідав Михайло Карачківський. Він залишив по собі короткий опис села: «З Мошняг шлях простує до села Фернатії. З правого боку видно лівий берег Кодими. Шлях іде весь час по горбах надкодимських, то спускаючись у численні ярки, то підіймаючись нагору. Долина Кодими має стави, поросла верболозом. Недалечко від в'їзду в с. Фернатію є луг, порослий високими вербами. Далі видно садок і панський будинок, де тепер школа».
Карачківський також проаналізував переписи населення Фернатії. Так, за переписом кін. 18 ст. в селі проживало 266 селян скарбових українців, 197 селян скарбових молдаван, 13 євреїв,  12 шляхти чиншової, 3 циган. Проте до кінця кін. 19 ст. значна частка молдаван майже повністю зникає і за переписом 1928 року в селі проживало 1776 людей, що мали 423 господарства, з яких українських — 402, молдавських 5, єврейських 4.
7 вересня 1946 року село перейменоване на честь Устима Кармалюка.
12 червня 2020 року, відповідно до Розпорядження Кабінету Міністрів України від № 724-р «Про визначення адміністративних центрів та затвердження територій територіальних громад Одеської області», увійшло до складу Балтської міської територіальної громади.
19 липня 2020 року, в результаті адміністративно-територіальної реформи і ліквідації Балтського району, село увійшло до складу новоутвореного Подільського району.

## Населення
Згідно з переписом 1989 року населення села становило 639 осіб, з яких 279 чоловіків та 360 жінок.
За переписом населення 2001 року в селі мешкали 574 особи.

### Мова
Розподіл населення за рідною мовою за даними перепису 2001 року:
| Мова       | Відсоток |
| ---------- | -------- |
| українська | 94,95 %  |
| російська  | 2,79 %   |
| румунська  | 1,92 %   |
| болгарська | 0,35 %   |

## Церква Різдва Пресвятої Богородиці
Церква Різдва Богородиці, заснована у 1764. Будівництво завершено у 1771. В 1794 перетворена з греко-католицької на православну. Церква дерев'яна, збудована на кошти князя Любомирського. В 1856 зроблено залізний дах. В 1878 р. за кошти прихожан церкву пофарбували та замінили в ній іконостас. В радянські часи будівлю церкви розібрали.

## Колгосп «Слава»
В радянські часи в Кармалюківці був колгосп рільничо-тваринницького напряму «Слава», який мав 3095 га землі (з них 1865 га — орної), а також олійню, млин та пилораму.

## Інфраструктура
Є дитячий садок, школа І-ІІ стуренів, клуб.

## Нова Варшана
З 2009 року в межах Кармалюківки розгортається екопоселенський проект «Нова Варшана» Міжнародного Товариства Свідомості Крішни. Віряни МТСК створили громадську ініціативу ГО «Відродження Кармалюківки», збудували храм, проводять служіння та фестивалі, володіють кількома об'єктами нерухомості, розвивають сільське господарство.

## Відомі уродженці
Уродженкою села є медична сестра Марія Петрівна Смирнова (Кухарська), яка була нагороджена медаллю імені Флоренс Найтінгейл.